# GPT-4.5
GPT-4.5 (amb nom en clau " Orion") és un model de llenguatge gran desenvolupat per OpenAI com a part de la sèrie GPT. Publicat oficialment el 27 de febrer de 2025, GPT-4.5 està disponible per als usuaris subscrits als plans ChatGPT Plus i Pro a través de plataformes web, mòbils i d'escriptori. L'accés també es va proporcionar a través de l'API d'OpenAI i Developer Playground fins al 14 de juliol de 2025.

## Visió general
GPT-4.5 es va entrenar principalment mitjançant l'aprenentatge no supervisat, que millora la seva capacitat per reconèixer patrons, establir connexions i generar idees creatives sense raonament. Aquest mètode es va combinar amb un ajust fi supervisat i aprenentatge per reforç a partir de comentaris humans. Els recursos computacionals necessaris per a l'entrenament van ser proporcionats per Microsoft Azure.
Sam Altman va descriure GPT-4.5 com un "model gegant i car". A febrer de 2025, a través de l'API d'OpenAI costava 75 dòlars per milió de tokens d'entrada i 150 dòlars per milió de tokens de sortida, mentre que GPT-4o només costava 2,50 dòlars per milió de tokens d'entrada i 10 dòlars per milió de tokens de sortida.
El model es va provar amb el conjunt de proves MMLU, que va provar 15 idiomes diferents, és a dir, àrab, bengalí, xinès, anglès, francès, alemany, hindi, indonesi, italià, japonès, coreà, portuguès, espanyol, suahili i ioruba, i el model va superar GPT-4o en tots ells. Un estudi prepublicat al març de 2025 va trobar que GPT-4.5 va superar la prova de Turing.
L'abril de 2025, OpenAI va anunciar que eliminaria gradualment GPT-4.5 de l'accés a l'API a favor de GPT-4.1, amb entrada en vigor prevista per al 14 de juliol.

## Recepció
Els crítics van veure majoritàriament el GPT-4.5 com una millora incremental respecte al GPT-4o. Cade Metz, escrivint per a The New York Times, va afirmar que el model "significa el final d'una era", ja que és el seu últim chatbot que no fa raonament en cadena de pensament. The Times també va dir que era "poc probable que generés tanta expectació com el GPT-4". Eric Schwartz de TechRadar va elogiar la seva capacitat per entendre el subtext i respondre a preguntes d'una manera més humana en comparació amb el GPT-4o, però va concloure que "no sembla un salt enorme" respecte al model anterior. Aaron Levie, el CEO de l'empresa de serveis al núvol Box, va dir a Axios que el GPT-4.5 és "aproximadament un 20% millor" que el GPT-4o en tasques específiques, com ara l'extracció d'informació en grans conjunts de dades.